# Università di Pretoria
L'Università di Pretoria è un'università sudafricana su base pubblica, con sede a Pretoria.

## Storia
La proposta di un'università per Pretoria, avanzata per la prima volta nel Volksraad nel 1889, fu interrotta dallo scoppio della guerra anglo-boera nel 1899. Nel 1896 fu fondata a Kimberley la South African School of Mines. Otto anni dopo, nel 1904, la scuola fu trasferita a Johannesburg e ribattezzata Transvaal Technical Institute. Il nome della scuola cambiò ancora una volta nel 1906 in Transvaal University College. Nel 1902, dopo la firma della pace di Vereeniging, fu fondato a Groenkloof, Pretoria, il Collegio Normale per la formazione degli insegnanti. Il 4 marzo 1908, quando il Transvaal University College (TUC) trasferì i suoi corsi nel nuovo campus di Pretoria, fu istituito il primo nucleo dell'università, che inizialmente offriva corsi di lingue, scienze e giurisprudenza.
Nel 1910, il segretario coloniale, il generale Jan Smuts, presentò l'atto che costituiva l'università come entità separata davanti al Parlamento del Transvaal, la legge 1 del 1910 "Transvaalse e Universiteits-Inlijvingswet". Il 17 maggio 1910, i campus di Johannesburg e Pretoria si separarono e diventarono indipendenti l'uno dall'altro. Il campus di Johannesburg è stato incorporato nella South African School of Mines and Technology, mentre il campus di Pretoria ha mantenuto il nome di Transvaal University College fino al 1930. La South African School of Mines and Technology sarebbe poi diventata l'Università del Witwatersrand nel 1922. Nel 1910, il TUC acquisì il proprio campus nella parte orientale di Pretoria, quella che oggi è la parte occidentale del campus principale dell'università a Hatfield.Il 3 agosto 1910, il governatore generale Herbert John Gladstone, primo visconte Gladstone, creò il primo nucleo dell'Old Arts Building, il primo edificio ad essere costruito nel nuovo campus di Hatfield. 
La fine degli anni '10 e l'inizio degli anni '20 videro l'istituzione di diverse facoltà con l'ampliamento delle attività accademiche. Man mano che l'istituzione cresceva, furono inaugurati i corsi di laurea in agraria (1917), teologia (1918), economia e scienze politiche (1919), scienze veterinarie (1920) e musicologia (1923).
Il 10 ottobre 1930, l'istituzione divenne Università di Pretoria. Originariamente concepita come istituzione di lingua inglese si mutò nell'unica università completamente bilingue in Sudafrica e rimase fino all'inizio degli anni '30. Il rapido aumento degli studenti di lingua afrikaans determinò uno squilibrio tra i dati demografici degli studenti e le lingue di insegnamento. Nel 1931, sebbene il 65% degli studenti parlasse afrikaans, il 68% delle lezioni era tenuto in inglese. Nel 1932, il Consiglio dell'Università affrontò lo squilibrio, decidendo che l'afrikaans sarebbe diventato l'unica lingua insegnamento. Un forte aumento del numero di studenti rese necessaria la costruzione di nuove strutture come la Club Hall e l'Administration Building, quando la settima facoltà, quella di medicina, fu istituita nel 1943. Questo periodo ha visto inoltre l'istituzione di numerose attività studentesche come l'evento annuale della Primavera dell'Europa e l'Intervarsity. Il periodo 1948-1982 fu caratterizzato dal sostanziale aumento numerico di un corpo studentesco quasi esclusivamente bianco e dalla concomitante crescita fisica delle infrastrutture universitarie. Il raddoppio del numero degli studenti richiese l'espansione fisica del campus di Hatfield, e nuovi edifici furono costruiti in rapida successione man mano che il campus cresceva verso est. A metà degli anni '60, l'università necessitava urgentemente di ulteriore terreno e acquisì la proprietà adiacente del Christian Brothers' College, Saint Gabriel's. Questa proprietà ora forma la sezione orientale del campus di Hatfield.
Nel 1982 l'università si è trasformata in un'istituzione bilingue, multirazziale e inclusiva. L'introduzione relativamente agevole di studenti di tutte le razze ha costituito l'impulso iniziale per la trasformazione e nel 1989 l'università è stata dichiarata ufficialmente aperta a tutte le razze. Nel 1993 è stato introdotto un documento politico, con l'obiettivo di posizionare l'università in un Sudafrica democratico. Nel 1994, l'ateneo ha riacquistato il suo status di università bilingue quando è stata adottata una nuova politica linguistica. Tuttavia, nel 2019 è stata adottata una nuova politica linguistica che ha interrotto l'afrikaans come lingua di insegnamento a favore del solo inglese.
Nel 1999, le uniche due facoltà di scienze veterinarie del paese, quelle dell'Università di Pretoria e della Sefako Makgatho Health Sciences University, ex Medunsa, sono state accorpate. Il campus dell'università di Onderstepoort ha ospitato ancora una volta l'unica facoltà di veterinaria del Sudafrica. Nel 2000, il Teachers Training College Pretoria, ex Normal College Pretoria fondato nel 1902, è stato incorporato nella Facoltà di Educazione dell'università.